# ミクロネシア連邦の行政区画

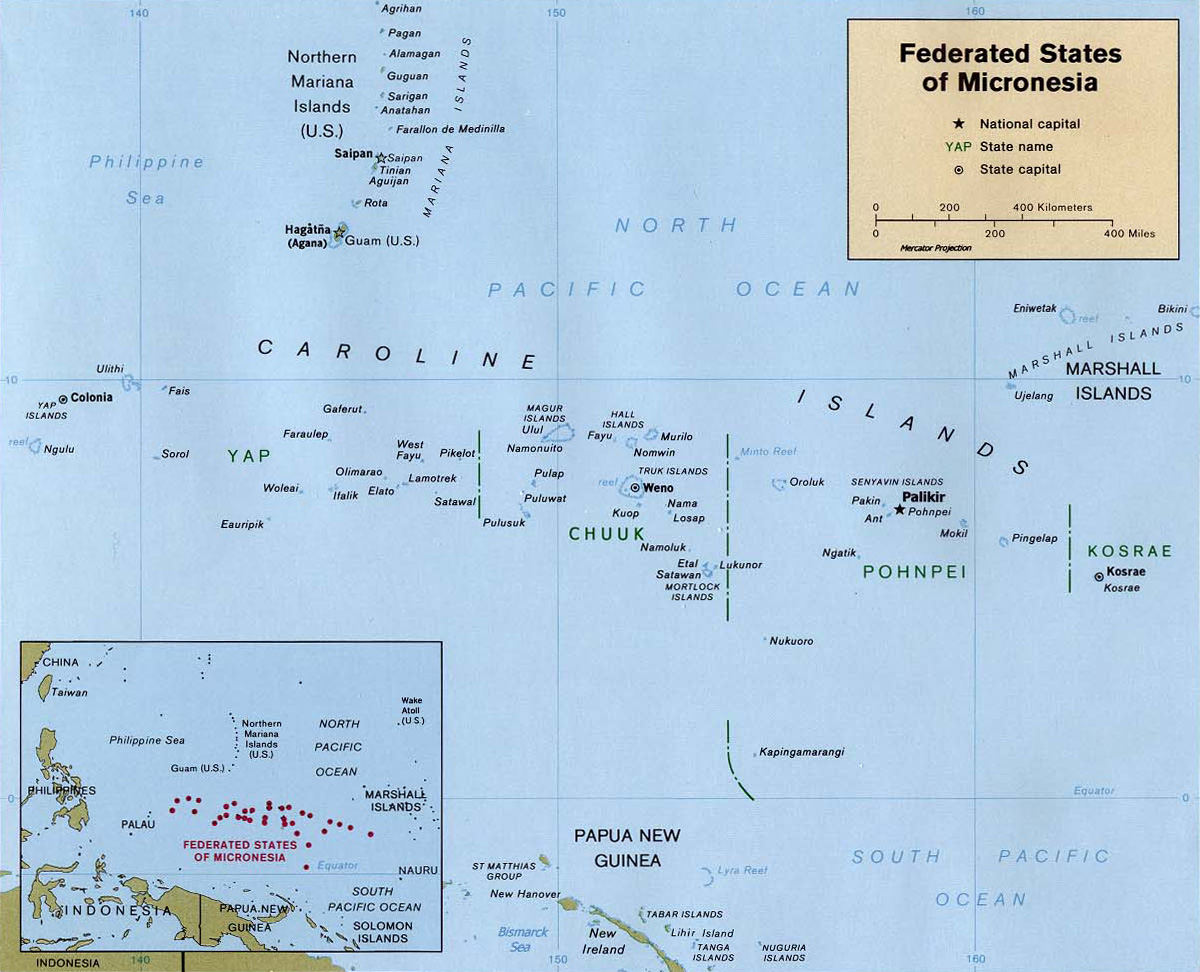
ミクロネシア連邦の地図

ミクロネシア連邦の行政区画は、4つの州からなる。

## 州
| 州旗 | 州名                   | 州都                 | 面積 （km²） | 人口(2010年) （人） | 人口密度 （人/km²） |
| ---- | ---------------------- | -------------------- | ------------ | ------------------- | ------------------- |
|      | コスラエ州 （Kosrae）  | トフォール （Tofol） | 109.6        | 6,616               | 60.4                |
|      | チューク州 （Chuuk）   | ウェノ （Weno）      | 127.2        | 48,654              | 382.5               |
|      | ポンペイ州 （Pohnpei） | コロニア （Kolonia） | 345.2        | 36,196              | 104.9               |
|      | ヤップ州 （Yap）       | コロニア （Colonia） | 118.9        | 11,377              | 95.7                |

## 都市

### コスラエ州
- レロ（英語版）（Lelu）

### チューク州
- ウェノ（Weno）
- トル（英語版）（Tol）

### ポンペイ州
- コロニア（Kolonia）
- パリキール（Palikir） - ミクロネシア連邦の首都

### ヤップ州
- コロニア（Colonia）